# PCCW
PCCW（英文正式社名：PCCW Limited、中: 電訊盈科有限公司）は、香港に本社を持つ通信系企業。長江実業グループを率いるアジア有数の大富豪・李嘉誠の次男である李沢楷（リチャード・リー）によって、事業投資会社パシフィック・センチュリー開発（Pacific Century Development）として創業された。
その後、英文社名をパシフィック・センチュリー・サイバーワークス社（Pacific Century Cyberworks Limited）と改称し、さらに2002年にPCCW社（PCCW Limited）と改称。現在でも李沢楷が社長を務める。

## 歴史
当初ゲームソフト開発などITを中心としたさまざまな分野を手広く手がけたが経営は芳しくなかった。
2000年8月17日に香港電訊（香港テレコム）を買収して一躍脚光を浴びた。シンガポール国有企業であるシンガポール・テレコムも買収を試みていたが、PCCWは政府支援のもと中国銀行から買収資金を調達する一方、HSBC、BNPパリバ、そしてバークレイズからも借りて競り勝った。香港テレコムの買収によりPCCWは香港最大の通信事業者となり、ISP事業も可能となった。しかし、これが元でITバブルが崩壊すると巨額の債務を抱え資産を処分することになった。
2000年3月にリチャード・リー・パシフィック・センチュリー・グループは香港政府と当時の香港行政長官の董建華との間で香港島に「サイバーポート」というハイテクを駆使した居住型複合施設を開発するという協定に調印した。これは実質的なオフィルビル開発などの不動産開発事業だった。テクノロジー企業を香港に誘致するために計画されたサイバーポートは、後にPCCWに引き継がれた。
日本では、東京駅八重洲口の旧国鉄の所有していた土地を買収し高層オフィスビル「パシフィックセンチュリープレイス丸の内」を建て、「フォーシーズンズホテル丸の内東京」を併設させるなど、豊富な資金調達力を背景にさまざまな動きを見せることで話題を集めた。その後2006年9月20日に同ビルを約2000億円でダヴィンチ・ホールディングス系の不動産投資ファンドに売却した。
2003年に李沢楷はPCCWを通じて「nowTV」という世界初のIPTVサービスを開始した。